# So Easy
So Easy è un singolo del gruppo musicale norvegese Röyksopp, pubblicato nel 1999 come primo estratto dal primo album in studio Melody A.M..

## Descrizione
Il brano contiene dei sample vocali della cover di Blue on Blue di Bobby Vinton del 1963 rifatta nel 1966 dai Gals & Pals. Nel 2002 ci fu una riedizione del brano.